# Jeju Port
Jeju Port (engelska: Jeju Ferry Port, Jeju Harbour) är en hamn i Sydkorea. Den ligger i den södra delen av landet, 500 km söder om huvudstaden Seoul. Runt Jeju Port är det mycket tätbefolkat, med 1 411 invånare per kvadratkilometer. Närmaste större samhälle är Jeju City, 2,8 km sydväst om Jeju Port. I omgivningarna runt Jeju Port växer huvudsakligen savannskog.